# Echostar 16
Echostar 16 (Echostar XVI) — американский телекоммуникационный спутник одноимённой компанией Echostar. Запуск аппарата на орбиту был выполнен 20 ноября 2012 года с космодрома Байконур (Пл. № 200. ПУ № 39) с помощью РН Протон-М с разгонным блоком Бриз-М.

## Описание
Echostar 16 был разработан Space Systems Loral на базе платформы LS-1300. 
Масса спутника — 6258 кг. В качестве полезной нагрузки он несёт 32 транспондеров Ku-диапазона. Ожидается, что спутник прослужит как минимум 15 лет.

## «The Last Pictures»
Художественная организация Creative Time создала и поместила на орбиту EchoStar 16 своего рода «послание в бутылке»: керамический диск, созданный художником Тревором Пагленом, под названием «The Last Pictures» имеет две стороны — на одной помещено сто черно-белых фотографий, отобранных художником в соответствии с его видением современной истории человечества.
На второй стороне имеется информация о времени старта, зашифрованная в виде карты звездного неба в момент старта, на которую нанесены звезды, пульсары и активные ядра галактики. Для расшифровки на ней также в качестве ключей изображена Земля и Луна с периодом их вращения, сверхтонкое расщепление атома водорода и простые геометрические соотношения.